# 쥐띠부인 (영화)
"쥐띠부인"은 1972년 공개된 대한민국의 영화이다.

## 배역
- 고은아
- 최무룡
- 나훈아
- 허장강
- 도금봉
- 박지영
- 한문정
- 이대엽
- 김수옥
- 이승현

## 수상
- 1972년 제11회 대종상
  - 건전작품상 - 합동영화
  - 각본상 - 김하림
  - 조명상 - 김동포
- 1973년 제9회 백상예술대상
  - 영화부문 신인상 - 박지영